# 馬尼托巴水電局
馬尼托巴水電局是一間在加拿大馬尼托巴運作的電力公司，並為該省提供電力和天然氣。公營管理的馬尼托巴水電局是全加拿大第四大的電力公司。現今公司已有15所發電站，並擁有超過500,000名電力用戶和250,000天然氣用戶。目前馬尼托巴水電局正為馬尼托巴提供廉價的電力，多虧了水力發電的穩定性。位於馬尼托巴省北部的發電站使用高壓直流電系統來傳送電力到人口密度較高的南部。
馬尼托巴水電局正在溫尼伯市中心建立一幢新的總部大樓。(詳見馬尼托巴水電局大樓)